# 多重国籍
多重国籍（たじゅうこくせき）は、二つ以上の国籍を持っている状態のこと。重国籍とも言い、二つならば二重国籍。重国籍を認めない国、制限つきで重国籍を認めている国、重国籍を認め政治家や公務員（上級職員、外交官、軍人、情報機関職員など）以外の者の重国籍は特に問題にしない国など、様々な国が存在している。

## 概要
多重国籍の場合、複数の国家から国民としての義務（兵役など）の履行を要求されたり、いずれの国家の外交的保護を認めるかという点で紛糾を生じたりする場合がある。このような不都合を避けるために1930年に「国籍の抵触についてのある種の問題に関する条約」（「二重国籍のある場合における軍事的義務に関する議定書」「無国籍のある場合における議定書」「無国籍に関する特別議定書」（未発効））が締結されているが、当事国は20か国にとどまっている。日本、ドイツ、フランス、スペイン、スイス、イタリアなどは署名したが、現在でも批准や加入に至っていない。米国は署名すら行っていない。この国籍抵触条約では、前文で「すべての人が国籍を持ち、各人が持つ国籍は1つのみであるべき」（「国籍単一の原則」または「国籍唯一の原則」）との認識を全ての構成国が持つことが「国際社会の一般的利益である」とし、「人類が努力を傾けるべき理想は､ あらゆる無国籍および二重国籍の事例をともに消滅させることにある」としている。しかしながら、現代では、重国籍を認める国も多いことから「国籍唯一の原則」は絶対的な理想ではなく、現実的にも国際的趨勢ではない、との見方もある。他方、「国籍自由の原則」という考えもあるが、これは国籍の変更（国籍選択、他国への帰化）の自由などを意味し、多重国籍の自由を意味しないと理解されている。(後述「国籍取得における血統主義・出生地主義」)。
多重国籍の利点は、国籍を保有する国における生活の利便などがある。他方、短所としては、主権在民の観点から複数の国の主権者として振る舞うことの矛盾が挙げられる。例えば、大韓民国（韓国）は兵役の義務を国民に課しているが、日本と韓国の多重国籍である国民がいる場合などは、韓国は日本での居住者には兵役の義務を免除する法律があるため、そのような矛盾は発生しないとされる。このほか、犯罪人の引渡し、重婚などが挙げられている。
船舶の国籍（船籍）は基本的に一つに限られるが、便宜置籍船対策として「第2船籍制度」が登場している。
航空機は多重国籍が禁止されており、外国へ売却する前に登録を抹消して無国籍とし、購入者が新規登録する。

## 国籍取得における血統主義と出生地主義
出生した子の国籍取得の形式には、血統主義と出生地主義がある。血統主義とは、親が自国民であれば子も自国民であるとする方式で、父親が自国民であることを要件とする場合は父系優先血統主義と、父母どちらかが自国民であれば子も自国民となる場合は父母両系血統主義という。日本、中華人民共和国、大韓民国、イタリア、ノルウェー、フィンランド、スイスなどの国々で採用されている。原則として血統主義であるが出生地主義を認める例外規定を設けている国にはイギリス、オーストラリア、オランダ、ドイツ、フランス、ロシアなどがある。
出生地主義とは、自国の領域内で出生した子は、両親の国籍にかかわらず自国民であるとする方式である。かつてヨーロッパ諸国も血統主義が一般的であったが、アメリカ独立、フランス革命を経て出生地主義が一部の国で採用されるようになった。出生地主義の国には、アルゼンチン、カナダ、アメリカ合衆国、ブラジルなどがある。

## 日本の実情
現在、日本においては、18歳に達する以前に日本国籍とともに外国の国籍を持つ多重国籍の状態になった場合は20歳に達するまで、18歳に達した後に多重国籍となった場合は多重国籍となった時から2年以内が、国籍選択をすべき期限とされている。しかし、日本国籍を選択した場合であっても、外国国籍の喪失は当該外国の法令によるため、日本国籍選択だけでは他国の離脱手続きをしないと外国国籍喪失を意味するものではない。多重国籍状態の解消には外国国籍を離脱した場合には「外国国籍喪失届」、外国の法令によって外国国籍を選択した場合には「国籍喪失届」を市区町村役場または外国にある日本の大使館・領事館に提出する必要がある。提出しない場合の罰則は無い。
1985年またはそれ以降、自己の志望によらずに日本以外の国籍を取得した場合（出生、結婚など）、期限までに国籍の選択をしなかった時には法務大臣から国籍選択の催告を受け、場合によっては日本国籍を失う可能性がある。2008年の法務大臣の国会答弁によると、これまでに国籍選択の催告を受けた人はいない。
1984年以前、すでに多重国籍であった日本人は、日本の国籍の選択の宣言をしたものとみなされる。また、日本の国籍の選択を宣言した者は外国国籍離脱に努めなければならない。外国国籍を失っていない者が自己の志望によってその外国の公務員の職（その国の国籍を有しない者であっても就任することができる職を除く）に就任した場合において、その就任が日本の国籍を選択した趣旨に著しく反すると認めるときは、法務大臣はその者に対して日本国籍の喪失を宣告できる。
多重国籍を自覚している日本国籍保有者が、日本国旅券の新規取得や切替取得するために、旅券発給申請書を提出する際に外国籍を保有していないと虚偽の申請をした場合、旅券法第23条の規定によって5年以下の懲役若しくは300万円以下の罰金の刑事罰の対象となる可能性がある。また、日本に帰化した者の原国籍国が国籍放棄を認めない場合などは、結果的に二重国籍となる。
外交官などの外務公務員については、外国の国籍を有することを欠格事項にしており、人事院は人事院規則第9条2項において、国家公務員の外務省専門職員採用試験の受験資格につき、外国の国籍を有することを欠格事由としている。その他の公務員については、法律上の直接規定はないが、他省庁のキャリア官僚（幹部自衛官も含む）に関して外務省における在外公館への出向が想定されている人事構造の省庁では、多重国籍者は事実上制限されている。
日本国民が、外国の国籍も有する多重国籍であることは、公職選挙法上「被選挙権の欠格事由」には該当しない。また、外国の国籍を有する日本国民が国務大臣や内閣総理大臣になることにも法律上の規制はないが、国会議員から起用されることも想定されている外務公務員（全権委員や特派大使など）に就任することはできず、選挙で当選しても国籍法により日本国籍を失った場合は被選挙権喪失という形で公職を失職となる。
国籍法第11条の規定により、他国の国籍を自分の意志で取得した者、すなわち他国に帰化した者は自動的に日本国籍を失う。しかし、外国政府が日本国政府にその事実を通知するようなシステムはないため、現実的に日本国政府はこうした帰化の事実を自動的には把握できない。そのため、戸籍法では国籍離脱者に対して国籍喪失の届出を義務付けているが、罰則はなく届け出が徹底されていない。国籍喪失が届け出られないと日本国民としての戸籍がなお日本に残存し続けるため、結果的に多重国籍者であると誤解してしまう余地が存在する。
日本弁護士連合会は、2008年に「国籍選択制度に関する意見書」、2017年に「国籍留保・喪失制度に関する意見書」を公表している。
1949年に制定され、1979年に廃止された「外国人の財産取得に関する政令」では、政令の施行地に住所を有する者を除き、日本国籍と外国籍を保有する二重国籍者は外国人として扱われた。
日本の多重国籍者数については、1984年（昭和59年）の改正国籍法の施行前については未調査で、1985年（昭和60年）当時は年間約1万人程度、その後に増加して1992年（平成4年）には2万人程度、2002年（平成14年）では約3万3千人を超えている。1985年（昭和60年）から2002年（平成14年）までの数の総計は約40万人であり、2008年（平成20年）の国籍法改正の時点の集計では約58万人である。

## 各国の実情
ヨーロッパでは1997年の国籍に関するヨーロッパ条約において、域内の国際結婚などで多重国籍となった場合は成人するまで容認するという規定が盛り込まれた。このため、オーストリアやブルガリアなどのように二重国籍を認めない国では、出生時に2つの市民権を持つ場合、相手国の法律で自国籍離脱が不可能な場合は例外として容認されている。また、多重国籍を認めている国でも、政府要職に就任する人物が多重国籍である場合は国家の権力行使において問題視されることがあるため、多重国籍者の政府要職者就任禁止が規定されていることがある。法の明文で禁止されていなくても、多重国籍を公表したうえで他国籍離脱の検討および国家に対する忠誠に問題ないか、厳しく問われる社会文化となっている国もある。
国籍（または市民権）に関しては、国ごとに基準を設け、国ごとに決定されている。1国を超える市民権を得る状況になった時、どちらかの国に法の規定がない場合は、二重国籍が発生し得る。認めている国でも、ロシアのように二重国籍の秘匿は避けるべきものと考えている国もある。

### アメリカ合衆国の実情
アメリカ合衆国では、多重国籍者の存在を認めてはいるものの、積極的には容認していない。アメリカ合衆国国務省も、多重国籍は租税回避やテロリズムへの対策のために推奨しないと公表している。出生時に自動的に他国の国籍を得た場合はアメリカ国籍に影響を与えないが、アメリカ人は米国籍を放棄する意志を持ってアメリカ以外の国籍を得た場合は、米国移民国籍法によってアメリカ国籍を失う可能性がある。
アメリカ合衆国連邦政府が多重国籍を公式に支持しない理由は、アメリカ国民が国民に義務を要求する場合に、他方の国の法律と反するような状況に陥ったり、二重国籍者が他方の国で問題となった場合に、政府が自国民として保護することが制限されたりする場合があるためとしている。さらには、新たにアメリカ合衆国市民となる移民は、アメリカ合衆国に対して忠誠を誓う宣誓を宣誓式で行うこと、以前に保持したすべての外国への忠誠の放棄、法律が定めた場合の兵役従事・内外の敵と戦う国防などの誓いが必要とされる(忠誠の誓い (アメリカ))。
二重国籍者は中央情報局 (CIA) やアメリカ合衆国国務省で、国家機密を扱う職への応募資格を失うことがある。1967年の連邦最高裁では、重国籍の権利が憲法修正第14条第1節（市民権条項）に基づいて認められているとする判例が出ている。

### 欧州の実情
民間資料によれば、オランダ、オーストリア、アンドラ、ノルウェー、グリーンランド（デンマーク領）、ベラルーシ、エストニア、モナコ、モルドバ、スロバキア、ウクライナ、ボスニア・ヘルツェゴビナ、サンマリノ、アゼルバイジャン、ブルガリア、ジョージアなどでは一定条件下での多重国籍を認めており、欧州連合加盟国では出生時に2つの市民権所持で成人以前・相手国の法律で自国籍離脱が不可能な場合は例外として容認されている。スペインではラテン系やスペイン語圏の国家の二重国籍の場合にのみ認めている。
ポーランドでは、他国の市民権を持つ者は非多重国籍者同様に防衛の義務を負うことが求められている。いくつかの州では二重国籍を認識せずに他国の市民権を取得した場合、自動的に以前の市民権を失うことがある。
フィンランドではウクライナを巡るロシアとEUの緊張関係を背景として、2017年にロシアとの二重国籍者にはフィンランド軍への入隊を認めないとともに、現職士官も軍事機密情報へアクセスできる立場から外すほか、外務省での採用を見送った。さらには、ロシアとの二重国籍者について政府全体としても二重国籍者の重要公職への就任制限を検討中であると報じられた。同年には、フィンランドの防諜機関は二重国籍保持者がロシアのスパイとして勧誘されていると警告した。
きわめて特殊な例ではあるが、バチカンでは国籍に相当する「居住権」はバチカンで居住権を必要とする職務についている期間に限って必要に応じて与えられる特殊な地位であり、バチカンの居住権を持つ者は全員が従来の国籍を合わせて保持している二重国籍者である。

### ロシアの実情
ロシアでは二重国籍は公職者以外は認められているが、国籍や保有する他国の市民権の秘匿が犯罪である。2014年2月以降、アメリカの市民権取得者のように厳密な忠誠宣言と、他国の市民権・国籍を取得した場合には2か月以内にロシア連邦移民局に届け出をしなければならず、違反した場合は500 - 1000ルーブル（約1500 - 3000円）の罰金が課され、意図的に隠した場合は20万ルーブル（約60万円）の罰金か400時間の労働刑がある。

### 中東の事情
イスラエルでは多重国籍は認められており、兵役義務もある。
バーレーン、オマーン、カタール、サウジアラビア、クウェート、アラブ首長国連邦、イエメンなどでは二重国籍は認められていない。

### アフリカの実情
アフリカ諸国のうち南アフリカ共和国、エジプト、エリトリアでは他国の国籍を取得する場合、自国の国籍を維持するためには許可を必要とする。ボツワナ、コンゴ民主共和国、エチオピア、ジブチ、モザンビーク、ジンバブエ、エスワティニなどでは原則として認められていない

### 南米・中米の実情
アルゼンチンは自国民の国籍離脱を認めていないため、他国の国籍を取得すると必然的に二重国籍となる。ブラジルは憲法第12条第4項の規定により国籍離脱を認めているが、複雑な手続きを必要とするため、非常に難しい。1991年以降、コロンビア、ドミニカ共和国、エクアドル、コスタリカ、ブラジル、メキシコの順に、国籍を有しながら外国に移住した国民の二重国籍を認める法改正を行っている。ハイチでは二重国籍が2012年に合法化されたほか、キューバ、スリナム、バハマ、ベネズエラなどでは二重国籍が禁止または制限されている。

### アジア・オセアニアの実情
太平洋地域や日本、中国（香港・マカオを含む)、インド、インドネシア、タイ王国、ベトナム、マレーシアなどアジアの多くの国は、国籍選択年齢に達していない者以外の二重国籍を制限または禁止している。パキスタンでは特定の国家の二重国籍のみ認めている。
イランや北朝鮮では他国の国籍を取得しても、自国の国籍を放棄することは困難・不可能となっている。オーストラリア、フィジー、ニュージーランド、フィリピン、サモア、バヌアツでは、二重国籍が認められている。フィリピン、オーストラリア、フィジーでは二重国籍が認められているが、公職者になることは禁止している。ニュージーランドでは国益に反したり、他国を重視しているなど市民権の付与が不適切と判断された場合は剥奪できる。
オーストラリア憲法44条a項は多重国籍者が選挙で公職に就くことを禁止している。オーストラリアでは二重国籍をめぐる問題によって2017年に上下両院で10人が辞任に追い込まれたうえ、2018年にも裁判で5人の議員資格が無効とされて与党の下院での過半数に影響が出かねない事態となり、政界を不安定化させるまでに至った。

## 政治家の二重国籍事情

### 二重国籍者の被選挙権を全面的、または部分的に認めている国
アメリカ合衆国、イギリス、フランス、デンマークなどの国々では法律上、大統領など一部の公職位以外の政治家の二重国籍を容認している。二重国籍者に被選挙権を認めていても、在住期間に規制が設けられている国もある。
- アーノルド・シュワルツネッガーは、取得したアメリカ国籍と生国のオーストリア国籍を保持したまま、2003年から2011年の間にアメリカ・カリフォルニア州知事を務めていた。
- 2008年5月から2016年5月まで英国のロンドン市長を務め、2016年7月からテリーザ・メイ内閣に外務・英連邦大臣 として入閣したボリス・ジョンソンはアメリカ国籍も保持していたが、2017年2月に離脱したことが明らかになった。
- 2016年アメリカ合衆国大統領共和党予備選挙に出馬した共和党のテッド・クルーズ上院議員は、2013年から2014年に放棄するまでカナダ国籍を保持していた。
- 2014年にフランスのパリ市長に就任したアンヌ・イダルゴは、フランスと出身国であるスペインの二重国籍であり、フランス国籍取得時に失ったスペイン国籍を、後のスペインの法改正により改めて取得し直していた[44]。
- 2010年7月より2013年2月までにドイツのニーダーザクセン州の首相を務めたデイヴィッド・マカリスターは父の出身国であるイギリスの国籍も持っている。

### 政治家に多重国籍を認めていない国
政治家に多重国籍を認めていない国では、就任後に辞任や解任の例がある。

#### オーストラリア
- 移民の国であり、国民の多重国籍は問題のないオーストラリアでは、外国の国籍を有する者は連邦議員には就任できない旨が、憲法44条で規定されている。ニュージーランドの国籍を保有することを知らずに9年間活動していた緑の党所属の連邦上院議員、スコット・ラドラムが、2017年7月14日に議員辞職していた[45]。2017年7月18日に同じく緑の党所属[46]の上院議員、ラリッサ・ウォーターズも出生国のカナダの国籍をまだ放棄していないことが判明したため、議員を辞職した[47]。また2017年7月25日、当時現職資源・北部担当相のマシュー・キャナヴァンが、母親が無断で申請していたことでイタリア国籍を保有していることが判明し閣僚を辞任したが、本人が署名していない国籍取得の有効性が確認できるまでは上院議員にとどまるとしている[48]。さらに同年10月27日、オーストラリアの高等裁判所は、国民党党首で副首相でもあるバーナビー・ジョイスが、ニュージーランドとの二重国籍であり議員資格がないとの判断。バーナビー・ジョイスの父親がニュージーランド出身で、自動的に国籍が付与されていた結果であった[49]。2017年、オーストラリア連邦議会では選挙当時に二重国籍を保有していたとして、上下院で合わせて10人が辞任に追い込まれた[50]。2018年5月9日、最高裁にあたるオーストラリア高等裁判所は、ケイティー・ギャラガー元老院（上院）議員と4人の代議院（下院）議員について、議員不適格との判断を下した[50]。

#### インドネシア
- 2016年8月15日、インドネシアのジョコ大統領は、自身が国外より招聘し任命したアルチャンドラ・タハル・エネルギー鉱物資源相を米国との二重国籍を理由に解任した。インドネシアでは成人の二重国籍保持は禁止されている[51][52]。

#### フィリピン
- フィリピンでは、二重国籍者は被選挙権がなく、「フィリピン国内における出生」および「投票日からさかのぼって10年間の国内居住」が大統領選挙への立候補要件である。2016年フィリピン大統領選挙のグレース・ポー候補者が、過去にアメリカ合衆国の市民権を取得して長期に居住していたことを指摘されて、候補者資格が無効だとの裁判があった[53][42]。
- ロドリゴ・ドゥテルテ大統領が指名した閣僚を審査するフィリピンの閣僚任命委員会はパーフェクト・ヤサイ・ジュニア前外相の就任を虚偽答弁により全会一致で否決した。ヤサイ外相は1980年代に米国市民権を取得したことがあったのに、公聴会で米国籍を取得したことはないと虚偽の説明をした[54][55]。6月30日にドゥテルテ大統領の大学時代のルームメイトで「火消し役」として就任したヤサイ外相は1986年に取得していたことを認めて、上院議会に任命承認を7月8日に拒絶されて、翌9日に辞任した[46]。

#### 台湾
- 台湾では2009年、立法委員（国会議員）の二重国籍調査で、アメリカ合衆国国務省から国民党の李慶安立法委員が米国籍を持っていると確認され、当時の野党である民進党から李慶安の議員解職を求める声が高まった[56]。李慶安氏は違法に米国籍を隠したまま1994年から台湾の市議会議員、1999年からは国会議員を務めていたとして、2009年1月5日に台北地検から出国禁止処分が下され、1月8日、李慶安は立法委員の議員を辞職[57]。

### 国民に多重国籍を認めていないが、被選挙権に規制のない国
日本では、日本の実情の被選挙権についての解説にもあるように、日本国民が選挙に立候補して公職に就任することについて、公職選挙法上外国国籍を有することによる制限はない。ただし外務公務員に関しては、外務公務員法第7条第1項の規定により、「外国の国籍を有する」ことは欠格事由となる。
- ペルーの大統領であったアルベルト・フジモリは、自国で日本国籍を持っていないと言ったものの、日本に亡命した後で実際は大統領時代も日本国籍を有していたことが明らかになり、日本国内においても2007年の参議院議員選挙に立候補している。なお、1984年の国籍法改正以前に既に多重国籍であった日本人に相当するので、それ以降に多重国籍となった日本人とは法律上の扱いが異なる。
- 蓮舫参議院議員が、2016年9月時点で日本と中華民国（台湾）との二重国籍の可能性があると判明した[58]。これは、1984年改正前の国籍法が父系主義であったために、出生時には母親の国籍国である日本の国籍は取得できず、父親の国籍国である中華民国籍のみを有していたところ、同改正により日本が父母両系主義を採用し、その改正に伴う経過措置により、日本国籍を取得したことが原因である。国籍法上、日本国籍選択の届け出は22歳の誕生日を迎える1989年11月までに行うべきものであった。蓮舫は、2016年10月に国籍法による日本国籍選択の届け出を行い、中華民国籍を離脱する手続きを取った旨を公表している。なお、2016年9月には中華民国の「国籍喪失許可証」と外国国籍喪失届を目黒区役所に提出しているが、こちらは日本国政府が中華民国を国家の承認をしていないことなどを理由に却下されている[10][59]。日本弁護士連合会は、2021年に「日台複数籍者の国籍選択に関する人権救済申立事件（勧告）」[60]を公表し、「日台複数籍者は国籍法14条に基づく選択義務を負わないと解すべきである」との判断を示したうえで、内閣総理大臣および法務大臣宛てに「日台複数籍者に国籍法14条が規定する国籍選択を求めてはならない。」「日台複数籍者に対して，日本国籍の選択宣言を行わなかったとしても，国籍法上の義務違反に当たらないことを周知徹底するべき。」との勧告を行っている。
- 小野田紀美参議院議員が2016年10月時点で、アメリカ当局に対しては米国籍放棄の手続きを取っていなかった二重国籍だと判明し離脱手続きを始めた[61]。小野田は参議院に立候補する前の2015年10月には終えていた「日本国籍選択とアメリカ国籍放棄手続き」と、2016年10月に始めた努力義務である「外国の法においての国籍離脱」の手続きが済んで、2017年5月2日付で「アメリカ国籍喪失証明書」が届いたためアメリカ合衆国籍を正式に離脱し、二重国籍状態を解消した[62]。

## スポーツ選手における多重国籍
国の代表選手であるオリンピック選手が二重国籍だった場合、国によって対応が異なる。アメリカでは二重国籍者でも代表選手になることが可能であり、カリコー・カタリンの娘であるフランツィア・ジュジャンナは2歳の時にハンガリーから移住しハンガリーとアメリカの二重国籍となったが、2008年北京オリンピックと2012年ロンドンオリンピックでボート競技（エイト）のアメリカ代表選手として金メダルを獲得した。
ヨーロッパのサッカー1部リーグで活躍する選手の中には、外国人枠の問題でヨーロッパの国籍を取得し二重国籍となる選手もいる。EU域内のいずれかの国籍を有していれば、規定によりEU域内のどの国のクラブでも外国人とはみなされない。
年代別代表選出経験があっても、フル代表出場経験（親善試合は対象外）がなければ、他の国のフル代表としてプレーすることは可能である。例としてティアゴ・モッタはU-23ブラジル代表でプレーしたが、フル代表はイタリアを選択している。この場合、モッタがブラジルのフル代表としてプレーするのは不可能となる。また、ジエゴ・コスタは2013年にブラジル代表として親善試合にも出場したが、2014年のワールドカップ直前に突然スペイン代表を選択して、母国で開催国であるブラジルの国民を驚かせた。
韓国では、科学・経済・文化・体育など特定分野で非常に優秀な能力を保有する者で、韓国の国益に寄与すると認められる者に限り認められる「特別帰化制度」がある。「特別帰化」で韓国籍を取得した外国人は、成人後も多重国籍であることが特例として認められる。